# Acosmium
Acosmium és un gènere d'angiospermes inclòs en la família Fabaceae.

## Taxonomia
- Acosmium bijugum
- Acosmium brachystachyum
- Acosmium cardenasii
- Acosmium dasycarpum
- Acosmium diffusissimum
- Acosmium fallax
- Acosmium glaziovianum
- Acosmium lentiscifolium
- Acosmium nitens
- Acosmium panamense
- Acosmium parvifolium
- Acosmium praeclarum
- Acosmium subelegans
- Acosmium tenuifolium
- Acosmium tomentellum
- Acosmium trichonema